# 10월 12일
10월 12일은 그레고리력으로 285번째(윤년일 경우 286번째) 날에 해당한다.

## 사건
- 기원전 539년 - 페르시아의 키루스 대왕이 바빌론에 입성하다.(율리우스력)
- 1492년 - 콜럼버스가 인도를 향한 첫 항해에서 과나하니 섬에 도착하여 이 섬을 '산살바도르 섬'이라고 이름붙이다.
- 1870년 - 이탈리아가 통일되다.
- 1897년 - 대한제국이 건국되고, 고종이 초대 황제로 등극하다.
- 1955년 - 서독 연방방위군(Bundeswehr) 발족.
- 1955년 - 한국인 입양: 해리 홀트와 버다 홀트 부부가 한국인 전쟁 고아 8명을 입양하고 4명을 미국의 다른 부모에게 입양을 주선하다.
- 1962년 - 조선민주주의인민공화국과 중화인민공화국, 국경에 관한 조중 변계 조약 체결.
- 1987년 - 대한민국 국회, 대통령 직선제 개헌안 가결.
- 1992년
  - 미국, 캐나다를 연결하는 북미자유무역협정(NAFTA) 체결.
  - 대한민국 최초의 국산 잠수함 장보고급 잠수함의 2번함인 SS062 이천(1200t급) 진수.
  - 벨기에의 보두앵 1세 국왕이 대한민국을 방문하다.
- 2001년 - 이용호 게이트 특감 조사 결과 발표. 법무장관과 검찰총장 구속.
- 2002년 - 2002년 발리 폭탄 테러로 202명이 죽고 209명이 다쳤다.
- 2003년 - 이라크 바그다드 도심 바그다드 호텔 부근에서 차량 폭탄 테러가 발생하여 7명이 사망하다.
- 2005년
  - 북관대첩비를 일본에서 대한민국으로 환수하기로 결정하다.
  - 노무현 대통령이 국민 대통합연석회의 구성을 제안하다.
- 2019년 - 하기비스가 일본에 상륙해서 매우 큰 피해를 주고 또한 원자력 발전소 오염수가 유출되다.

## 문화
- 1923년 - 일제강점기: 마산시 ~ 오사카 간 정기항로 개설.
- 1948년 - 대한민국 문교부, 학제를 6-3-3-4제로 개편.
- 1968년 - 제 19회 멕시코 올림픽이 개막하다
- 1980년 - 대한민국 제주도의 하멜 기념비 제막.
- 1982년 - KBO 리그 한국시리즈 6차전에서 OB 베어스가 삼성 라이온즈를 8대 3으로 꺾고 시리즈 전적 4승 2패로 통산 1번째로 우승을 달성하였다.
- 1985년 - 서울대학교 의과대학 연구팀, 한국 최초로 시험관 아기 출산 성공.
- 1991년 - 중화인민공화국 선전 바오안 국제공항이 개항하였다.
- 2005년 - 중화인민공화국은 유인우주선 선저우 6호를 발사하는데 성공했다.
- 2009년 - 대한민국의 두 번째 해양과학기지 가거초 준공.
- 2021년 - 마이크로소프트에서 윈도우 10의 메인스트림 지원(일반 지원)을 종료되었다.

## 탄생
- 1395년 - 조선 제4대 국왕 세종의 정비 소헌왕후. (~1446년)
- 1438년 - 조선의 추존왕 덕종(德宗). (~1457년)
- 1537년 - 잉글랜드의 국왕 에드워드 6세. (~1553년)
- 1891년 - 독일의 로마 가톨릭교회 수녀, 철학자, 순교자, 성녀 에디트 슈타인. (~1942년)
- 1898년 - 대한민국의 정치인, 제5대 국회의원 김산. (~1984년)
- 1910년 - 미국의 경제학자 찰스 킨들버거. (~2003년)
- 1916년 - 남아프리카 공화국의 정치인 피터르 빌럼 보타. (~2006년)
- 1919년 - 대한민국의 국회의원 방만수. (~2005년)
- 1926년 - 아르헨티나의 건축가 시저 펠리. (~2019년)
- 1928년 - 아르메니아의 작곡가 지반 가스파리안. (~2021년)
- 1929년 - 대한민국의 군인 출신 기업인 변응주. (~2016년)
- 1934년 - 대한민국의 성우 오승룡. (~2022년)
- 1935년 - 이탈리아의 테너 성악가 루치아노 파바로티. (~2007년)
- 1943년 - 스위스의 축구 선수, 축구 감독 야코프 쿤. (~2019년)
- 1944년 - 대한민국의 사학자 송두율.
- 1945년
  - 대한민국의 지휘자 박은성.
  - 미국의 프로레슬링 선수 더스티 로즈. (~2015년)
- 1946년 - 북아일랜드의 축구 선수, 축구 감독 크리스 니컬. (~2024년)
- 1948년 - 영국의 가수 릭 파핏. (~2016년)
- 1950년
  - 중화민국의 총통 천수이볜.
  - 미국의 기업인 폴 오텔리니. (~2017년)
- 1953년 - 대한민국의 기업인 김영윤.
- 1958년 - 대한민국의 정치인 박순자.
- 1959년
  - 대한민국의 법조인 김명수.
  - 대한민국의 트로트 가수 김지현.
  - 일본의 애니메이션, 감독, 연출가 혼고 미츠루.
- 1960년
  - 대한민국의 경제학자 이근.
  - 일본의 배우 사나다 히로유키.
- 1961년 - 스페인의 전 축구 선수 첸도.
- 1962년 - 미국의 배우 콜턴 포드. (~2025년)
- 1963년
  - 대한민국의 가수, 정신의학과 김창기.
  - 독일의 전 축구 선수 라이몬트 아우만.
  - 일본의 애니메이터 곤 사토시. (~2010년)
  - 영국의 영화배우 데이브 르게노. (~2014년)
- 1968년
  - 오스트레일리아의 배우 휴 잭맨.
  - 미국의 배우 애덤 리치. (~2023년)
  - 대한민국의 성우 박인선.
- 1973년 - 네덜란드의 필드 하키 선수 마르턴 에이켈봄.
- 1974년
  - 대한민국의 가수 박혜경.
  - 대한민국의 전 농구 선수 정선민.
- 1975년 - 대한민국의 축구 선수 출신 감독 이을용.
- 1977년 - 우크라이나의 체조 선수 올렉산드르 베레시. (~2004년)
- 1978년
  - 일본의 성우 조 마사코.
  - 대한민국의 전 축구 선수 김영근.
- 1979년
  - 대한민국의 배우 김유미.
  - 대한민국의 골프 선수 박진.
- 1980년 - 대한민국의 가수 노유민 (NRG).
- 1981년 - 대한민국의 양궁 선수 이혜연.
- 1982년
  - 일본의 배우 오토구로 에리.
  - 미국의 저널리스트, 정치가 라라 트럼프.
  - 캐나다의 배우 사라 스미스.
  - 폴란드의 축구인 파베우 골란스키.
- 1983년
  - 대한민국의 배우, 전 가수 이지현.
  - 대한민국의 정치인 장경태.
  - 영국의 전 축구 선수 칼턴 콜.
- 1984년
  - 대한민국의 배우 황정서.
  - 대한민국의 뮤지컬 배우 정선아.
- 1985년
  - 대한민국의 가수 소현.
  - 대한민국의 희극인 김완배.
  - 체코의 전 축구 선수 다니엘 콜라르시.
  - 쿠바의 권투 선수 에밀리오 코레아.
- 1986년
  - 대한민국의 아나운서, 전(前) 미스코리아 이진.
  - 그리스의 축구 선수 이오아니스 마니아티스.
  - 우루과이의 축구 선수 크리스티안 스투아니.
  - 중국의 의사 리원량.
- 1987년 - 대한민국의 축구 선수 권준.
- 1988년
  - 대한민국의 컬링 선수 안재성.
  - 벨기에의 축구 선수 야니서 케망.
  - 러시아의 배우, 가수 폴리나 안드레예바.
- 1989년 - 대한민국의 배우 주보비.
- 1990년 - 대한민국의 가수 얼라이브 펑크.
- 1991년
  - 대한민국의 기상 캐스터 권혜인.
  - 대한민국의 배우 송지현.
  - 일본의 축구 선수 이노우에 유이코.
- 1992년
  - 대한민국의 배우 류경수.
  - 미국의 배우 조시 허처슨.
  - 대한민국의 가수 썸머케익.
- 1993년 - 대한민국의 배우 서강준.
- 1994년
  - 대한민국의 성우 이주은.
  - 대한민국의 가수 복은 (시그널).
  - 대한민국의 가수 블루.
- 1995년
  - 대한민국의 배우 연제형.
  - 일본의 배우 오기노 카린.
- 1996년 - 일본의 성우 이토 미쿠.
- 1997년 - 세르비아의 축구 선수 니콜라 밀렌코비치.
- 1999년 - 대한민국의 가수 유정.
- 2000년
  - 대한민국의 가수, 배우 종호.
  - 잉글랜드의 배우 미아 트리플턴.
- 2001년 - 미국의 배우 레이먼드 오초아.
- 2002년 - 미국의 배우 아이리스 애퍼타우.

## 사망
- 638년 - 70대 로마의 교황 교황 호노리오 1세. (?~)
- 642년 - 72대 로마의 교황 교황 요한 4세. (?~)
- 1605년 - 무굴제국의 황제 악바르. (1542년~)
- 1870년 - 미국의 군인 로버트 리. (1807년~)
- 1916년 - 조선 최초 미국의 장로교 선교사 호러스 그랜트 언더우드. (1859년~)
- 1997년 - 미국의 가수 존 덴버. (1943년~)
- 2011년 - 미국의 전산학자 데니스 리치. (1941년~)
- 2016년 - 대한민국의 바이올리니스트 권혁주. (1985년~)
- 2019년 - 중국의 수학자 딩스쑨. (1927년~)
- 2020년
  - 대한민국의 승려 김용오. (1928년~)
  - 미국의 영화배우 콘처터 페럴. (1943년~)
  - 마셜 제도의 제4대 대통령 리토콰 토메잉. (1939년~)
- 2021년 - 미국의 영화제작자 브라이언 골드너. (1963년~)
- 2023년
  - 콜롬비아의 연쇄살인범 루이스 가라비토. (1957년~)
  - 대한민국의 기자 김용호. (1976년~)
  - 미국의 영화배우 라라 파커. (1957년~)
  - 대한민국의 정치인 장영철. (1936년~)
  - 대한민국의 만화가 정운경. (1934년~)
- 2024년
  - 스코틀랜드의 정치인 앨릭스 새먼드. (1954년~)
  - 미국의 음악가 카. (1972년~)

## 기념일
- 세계 관절염의 날
- 콜럼버스의 날
- 원주민의 날: 미국
- 어린이날: 브라질

## 같이 보기
- 전날: 10월 11일 다음날: 10월 13일 - 전달: 9월 12일 다음달: 11월 12일
- 음력: 10월 12일
- 모두 보기